# Giro di Campania 1969
Il Giro di Campania 1969, trentasettesima edizione della corsa, si svolse il 3 aprile 1969 su un percorso di 258 km. La vittoria fu appannaggio dell'italiano Marino Basso, che completò il percorso in 6h34'00", precedendo i connazionali Flaviano Vicentini e Wladimiro Panizza. 
Sul traguardo 44 ciclisti, su 99 partiti, portarono a termine la competizione. 

## Ordine d'arrivo (Top 10)
| Pos. | Corridore           | Squadra   | Tempo    |
| ---- | ------------------- | --------- | -------- |
| 1    | Marino Basso        | Molteni   | 6h34'00" |
| 2    | Flaviano Vicentini  | Filotex   | s.t.     |
| 3    | Wladimiro Panizza   | Salvarani | s.t.     |
| 4    | Marcello Bergamo    | Filotex   | s.t.     |
| 5    | Michele Dancelli    | Molteni   | s.t.     |
| 6    | Claudio Michelotto  | Max Meyer | s.t.     |
| 7    | Roberto Poggiali    | Salvarani | s.t.     |
| 8    | Gianfranco Bianchin | Gris 2000 | s.t.     |
| 9    | Enrico Maggioni     | Molteni   | s.t.     |
| 10   | Luigi Sgarbozza     | Max Meyer | a 3'33"  |